# Pat Heywood
Patricia Heywood (1 de agosto de 1931–26 de junio de 2024) es una actriz británica que ha aparecido en producciones teatrales, cinematográficas y televisivas. En su debut, formó parte del elenco principal de Romeo y Julieta (1968) de Franco Zeffirelli, por la que fue nominada en los Premios BAFTA a la Mejor Actriz de Reparto.
Está casada con Oliver Neville, exdirector de la Royal Academy of Dramatic Art.

## Filmografía
| Año  | Título                        | Rol                   | Notas         |
| ---- | ----------------------------- | --------------------- | ------------- |
| 1968 | Romeo y Julieta               | La nodriza de Julieta |               |
| 1969 | Staircase                     | Enfermera             |               |
| 1969 | Battle of Britain             | -                     | No acreditada |
| 1970 | Mumsy, Nanny, Sonny and Girly | Nanny                 |               |
| 1970 | All the Way Up                | Hilda Midway          |               |
| 1971 | 10 Rillington Place           | Ethel Christie        |               |
| 1971 | Whoever Slew Auntie Roo?      | Dra. Mason            |               |
| 1972 | Young Winston                 | Mrs. Everest          |               |
| 1973 | Bequest to the Nation         | Emily                 |               |
| 1987 | Wish You Were Here            | Tía Millie            |               |
| 1988 | Young Toscanini               | Madre Allegri         |               |
| 1989 | Getting It Right              | Mrs. Lamb             |               |
| 1993 | La novicia                    | Hna. Teresa           |               |